# イタスカ湖
イタスカ湖（Lake Itasca）は、アメリカ合衆国ミネソタ州北西部のクリアウォーター郡南東部に位置する小さな氷河湖である。

## 概要

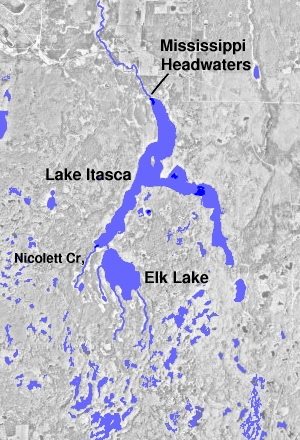
イタスカ湖、エルク湖

この湖は北アメリカ最大の流域を持つミシシッピ川の水源と見なされ、湖とその周囲はイタスカ州立公園に指定されている。
この湖がミシシッピ川の水源であるとヘンリー・スクールクラフトによって確認されたのは1832年のことである。ミシシッピ川は3,770kmの距離を流れメキシコ湾へ注いでいる。スクールクラフトは「真の水源（true head）」を意味するラテン語のveritas caputを短縮して湖の名前とした。
ニコレット川、エルク湖からの川などが注いでいる。